# Куманівці
Ку́манівці — село в Україні, у Хмільницькій міській громаді Хмільницького району Вінницької області. Населення становить 730 осіб.

## Етимологія
- На думку історика Омеляна Пріцака назва походить від половців-куманів[1].

## Історія
Згідно з місцевими переказами розташовані «на семи горбах» серед лісів Кумановецьких, знаходилися в володінні чоловічих представників родини Кумановських гр. Остоя, походження автохтонного, безперервно з 1379 р. до 1917 р., тобто протягом 16 поколінь (в родинному архіві в Куманівцях зберігався документ, датований 1379 р., який поклав початок володінням родини Кумановських). Перше підтвердження прав на ті землі від Базіліо Каріатовича, ленного власника Поділля, отримав Микола де Куманов-Кумановецький.

Урбанський А. навіть наводить текст даного надання в якому говориться наступне: 
|  | Надати на вічні часи, всі землі і держання, яко Права, Привілеї і Достоїнства Васала, натурально, щоб Достоїнства Предків Твоїх служили Тобі, аби Ти і рід Твій з Божої Ласки і Порядком Народження мати право розпоряджатися, користуватися ними і володіти і все для примноження Віри нашої Святої, на Славу і Окрасу Дому Твого |

Згідно з Бонецьким, однак, власність ця наданням дісталася Кумановецьким щойно в 1539 р., згідно з рішеннями сеймів 1768 і 1775 рр., де визначено комісією з обслідування, на яких підставах правнуки ними володіють. Спочатку Куманівці входили напевне в склад так званих «боярських» сіл староства Хмільницького. Куманівці, як село, могло користуватися правом лену, згідно з наданням короля Сігізмунда І від 1539 р., що підтверджує ці права. З часом маєтність ця визнана як їх спадкова власність. Оскільки лежало на т.з. «Чорному шляху», мало замок з довгими підземними переходами, якими люди в часи нападів могли дістатися до навколишніх лісів. Після того, як замок той був зруйнований і втратив свою практичну мету, на кінець XVIII ст. Фабіан Кумановський, конфедерат барський, маршалек Хмільницький і чамбелан короля Станіслава Августа, вибудував новий палац, позбавлений будь-яких оборонних рис. Зберігався він до революції російської. Належав він пізніше сину Миколи і правнуку Фабіана — Елігішу Кумановському. Новий будинок розташовувався на одному із семи мальовничих пагорбів. Була будова чотирикутна, на високих, забезпечених вікнами підвалах. Як від сторони під'їзду, так і зі сторони саду, рівно на його осі центральній виступає невеликий ґанок з двома парами колон, що опираються на трикутну вершину. По обох боках будинку виступають рузаліти, врівні з трикутними причілками. Рузаліт лівий був двоповерховий, що порушувало дещо симетрію цілого закладу. Будинок той покривав дах, гладкий, з трьома димарями.
Архітектура внутрішня відзначалось простотою, подібно так як декор. Однак на увагу заслуговують старі меблі, виконані в основному з полісандру і оброблені ебеновим або червоним деревом. Серед дорогих рарі-тетних і художніх предметів знаходилися родинні пор-трети з різних епох, дві ікони — «Смерть Авла», і «Вигнання з раю» школи грецької, пензля не визначеного, далі пейзажі Шпадровського і Альфреда Вєруш-Ковальського, шість акварелей Олександра Орловського: «Китан на коні», «Араб в поході», «Трійка в санях», «На перекладних», «Циганка і цигани», далі серія літографій «Пам'ятники Пасхи» з альбому Вільчинського і т. д. Особливу славу мав килим, гаптований хрестиком по панськи і виготовлений в 1831 р., «для вождя, який визволить вольність Польщі».
Велику вартість має нагромаджений в Куманівцях архів, де зберігалося близько тисячі зшитків, документи Чурилових, Балабанових, Джерзкових, Горностаєвих, Остукових і очевидно самих власників з маркою і описом їх володінь.зібрані документи стосуються різних надань, привілеїв, процесів. Були серед них цікаві рукописи озаглавлені «Peregrinacja do Korony i Ziemi Swientey» Миколи Кумановецького. Бібліотека, у якій зберігалися в основному книги на польській і французькій мові, налічувала близько 5000 примірників. В книгозбірці знаходилися між іншим Біблія Радзивілівська і біблія кн. Вуйка, а з книг пізніших цікавий і раритетний «Статут панства Мінковецького».
До палацу вела стара алея висаджена смереками. Парк ландшафтний оточував палац з усіх сторін. Займав площу близько 27 га. Зі сторони під'їзду і від тилу огортав він лагідно задерті вершини горбів до ставу, створеному річками Ікавка (Іковка) і Домаха, по якому плавали лебеді. Кам'яний міст на арках з'єднував в єдине дві частини парку. Крім мальовничих груп дерев різних ґатунків, переважно лип, дубів, смерек, знаходимо на території парку дві алеї — каштанову і липову, довжиною 240 метрів. Алея липова вела від подвір'я до ставка.

### Незалежна Україна
12 червня 2020 року, відповідно до Розпорядження Кабінету Міністрів України № 707-р, «Про визначення адміністративних центрів та затвердження територій територіальних громад Вінницької області», увійшло до складу Хмільницької міської громади.
17 липня 2020 року, в результаті адміністративно-територіальної реформи і ліквідації колишнього Хмільницького району(1923-2020), село увійшло до складу новоутвореного Хмільницького району.

## Церква Різдва Богородиці. РПЦвУ
Відомості про найстаріший дерев’яний храм села сягають у 1762 р., який існував до 1806 року, був названий на честь святого Апостола і Євангеліста Луки. Храм згорів від незагашеної свічки.
Новий храм був збудований у 1841 році і названий на честь Різдва Богородиці. Зруйнований у радянські часи. Сьогодні діє нова церква, відкрита у 1994 році.

## Римо-Католицький храм парафії святого Івона Шартрського - Єпископа. (1802—1938). Зруйнований.
```
Інформація про костел змінюється часто. Додаються нові факти з історії костелу та парафії. Пізніше буде дописано з яких джерел бралась інформація про храм.
```

Парафія святого Івона в Куманівцях була еригована (створена) 28 жовтня 1796 році єпископом Міхалом Романом Сераковським, на той час ординарієм Летичівської не канонічної дієцезії (після 1-го скасування Кам'янецької дієцезії царатом, коли землі Поділля були анексовані в 1795 році Росією. Через кілька років Кам'янець-Подільська дієцезія була відновлена), за проханням греко-католицького  священника Бараневича, який був переслідуваним російською владою, за те, що був уніатським священником, та не бажав переходу в московське православ’я. Він і став першим настоятелем цієї ж парафії, як відомо з архівних метриків куманівецького костелу.
Куманівецька римо-католицька парафія належала до кам'янецького єпископату (до 1864 року.), від 1864 року, після скасуванням царату Кам'янецької дієцезії, належала до Луцько-Житомирської дієцезії, Кам'янецької Апостольської адміністрації, Літинського деканату - до 1918 року. І знову була повернула до Кам'янецького єпископату, після відновлення цієї ж дієцезії.
Будівництво костелу розпочато в 1802 р., та закінчено повністю — 5 листопада 1861 р. стараннями Фабіана Кумановського і ксьонза Михайловського. Відомо також що і співфундатором (співзасновником) храму був останній король Речі Посполитої — Станіслав-Август Понятовський. Через відсутність храму, була споруджена тимчасова дерев'яна каплиця. Вона була обмазана глиною і покрита соломою, яка служила тимчасово, поки будувалась основна будівля храму, яка була з цегли, на кам'яному фундаменті. До 1808 р. стіни були муровані до висоти вікон, але через фінансові проблеми, роботи будівництва храму були тимчасово припинені. Візитаційний звіт 1830 року описує стан зведених стін костелу, на яких вже помітні значні втрати від дощів і морозів. Будівельні роботи відновились не раніше 1844 року, про що свідчить протокол проведеного тоді огляду. Установчий фонд парафії був невеликий, він складався з річної плати в розмірі 120 рублів і натурального указу на утримання священника та господарства при парафії. Консекрація храму відбулася 1900 року, Луцько-Житомирським єпископом Болеславом Клопотовським. На 1900 рік, адміністратором (настоятелем) костелу був отець Леон Іполитович Залеський - доктор канонічного права (з 1897 по 1911 рік.). Дані за 1918 рік, говорять що, парафія налічувала 6271 католиків, з 21 населених пунктів, сучасних Вінницької, Хмельницької та Житомирської областей. Адміністратор (настоятель) парафії був о. Віктор Орачевський. 
До Римо-католицької парафії с. Куманівці належали такі села: Куманівці, Березна, Березівка, Бичева, Цимбалівка, Чудинівці, Фаустинівка, Яблунівка, Качанівка, Крупин, Люборка, Мар'янівка, Семки, Шпичинці (Залісся), Северинівка, Сулківка, Торчин, Війтівці, Скаржинці — (Будова 1910 року. На даний час парафія Святого Розарія, доїздова до парафії Пресвятої Трійці, м. Хмільник), Терешпіль (Держанівка — Будова 1827 року. На польському католицькому кладовищі, каплиця святого Станіслава - єпископа, нині - це доїздова до парафії Пресвятої Трійці (Хмільник).
Парафія мала два великі відпусти: на свято Дня П'ятидесятниці та спомин святого Роха Монпельського (16 серпня). У неділю та релігійні свята, завжди біля храму збиралось багато людей та молоді. Завжди радо зустрічали приїжджих парафіян з навколишніх сіл. Ввечері у суботу були катехизація, підготовка дітей до першого причастя, молилися розарій, вечером Літургія та  молитва. Залишалися на ніч на недільну Євхаристію. Було також і кладовище, на якому хоронили католиків з сіл, які доїжджали до Куманівецької парафії. На майдані біля костелу після великих свят та Відпустів, для людей був почастунок та ярмарок. Велика кількість людей приїжджала з усіх куточків доїздових сіл цієї парафії на свята. Уся дорога в селі була зайнята бричками і возами приїжджими парафіянами, аж від різних кінців села і до костелу. Поки парафія і костел діяли, при костелі був притулок для бідних людей і сиріт та обездолених людей. Ксьондз опікувався шпиталем для одиноких людей похилого віку. Їх обігрівали, лікували, та годували. Опікувались і утримували це усе, родина Кумановських, яка і володіла цим селом до грудня 1917 року. Їх люди досі пам’ятають в розповідях своїх предків. Багато з них були бідними сиротами, яким родина Кумановських допомогла стати на ноги і “вийти в люди”. Село мало потужний центр польської культури, який діяв у парафії. При парафії активно діяла таємно школа польської мови, відкрита отцем Леоном Залеським та підтримувана шляхтичами Кумановськими. Вивчалась література, мова, історія та правопис. Опісля Куманівець, отця Леона Залеського перевели на нову парафію до міста Фастів. Там він працював до кінця свого життя, і помер від важкої хвороби 4 березня 1918 року. У 1913 році настоятелем Куманівецького костелу став ксьонз Юзеф Ізбінський.  

У Російській імперії законом заборонялось вивчати мови корінних народів, які входили до складу імперії. Мови притискались. А люди, або особи, які належали до інших конфесій, та брали участь у таких навчальних закладах, притягувались до кримінальної відповідальності. Також була дискримінація і в християнських конфесіях. Заборонялось законом Російської імперії одружуватись католикам та православним. Навіть на хрещення немовляти ніхто не мав права бути хтось з хрещених батьків з іншої конфесії. Порушення цих законів суворо каралось великими штрафами, побиттями, термінами до кількох місяців тюрми. 
«У Літині, Подільської губернії, Кам’янецький окружний суд засудив ксьондза-настоятеля з села Куманівців, Терешпільської волості, отця Леона Залеського на 25 руб. кари або тиждень арешту за те, що він дав шлюб католичці з православним і охрестив їхнє немовля. Окрім того, ксьондз Леон Залеський відсторонений на три місяці від виконання обов’язків священника». 

Газета «Dziennik Kijowski», 30.11.1908 рік.
Опісля отця Віктора Орачевського, настоятелем став отець Антоній Лінєвич, якого важко переслідувала та часто арештовувала влада за те, що він навчав дітей катехизму. 25 вересня 1922 року, під час вилучення цінностей в церквах і костелах, у куманівецькому костелі було забрано навіть хоругви і лавки, більшовицькі активісти ледь не до смерті побили отця Антонія Ліневича, який ще пропрацював до 1924 року. Потім він був виселений з келійного будинку священника та вигнаний комуністами з села. Отець Антоній Ліневич час від часу доїжджав ще до Куманівець. У 1929 році його було арештовано в Куманівцях ДПУ. Через рік отець Антоній був звільнений з в'язниці та виїхав з Радянського союзу до Польщі де й прожив до кінця свого життя. Нажаль, невідома дата його смерті. 
Вже як відомо, у 1920-их роках, в костелі майже не правили служби, а ксьондзи, які були ненадовго присутні в парафії, ставали часто жертвами побиття та насмішок з боку комсомольських місцевих активістів. Більшовицька влада наклала великі податки на храми, віряни часто не могли зібрати необхідної суми та заплатити податок, щоб використовувати святиню за призначенням. Свого постійного настоятеля парафія вже не мала від 1924 року. До Куманівець приїжджали священники з різних місцевостей та сусідніх парафій - Болеслав Рошкевич, Юзеф Рошкевич, Юліан Рошкевич, Чеслав Федорович, Антоній Келюс, Мар'ян Соколовський. Було й так, що був один священник на цілий деканат, який ці парафії обслуговував. Радянська влада з католиків-поляків зробила найзатятіших ворогів, часто роблячи свої злочини, вбивства чи підпал, підставляючи та провокуючи одних людей на інших до міжнаціонального чи релігійного конфлікту. Багатьох поляків - католиків після радянсько-польської війни в Куманівцях було вбито, закатовано та репресовано за віру та приналежність до польської національності. Також й багато католиків-поляків виїхало з місцевості, бо боялись за своє життя. Більшовики мстились полякам за програну ними польсько-більшовицьку війну 1920 року.  
У 1930 році в Куманівцях вже не було католицького священника, парафія занепала. Останнього настоятеля парафії вбили біля храму активісти комсомолу. Відомо з розповідей односельчан, які розповіли про цю трагедію, як активісти вбили священника на території костелу та викинули тіло у полі на поїдання для собак та вороння. Нажаль, на даний час не вдається віднайти інформацію про останнього настоятеля костелу. Невідоме його ім'я. Костел був розграбований, сплюндрований та спустошений. 

У 1934 році влада на виборах "голосуванням" селян "постановила" :
“60 процентів присутніх селян були ЗА те, щоб переобладнати костел в новий культурний центр села і ліквідувати ще одне вогнище католицизму”.
 

Влада надала наказ документом, про відібрання костелу і передачу його до рук держави:
«По имеющимся у нас сведениям Кумановецкая костельная община не заключила арендный договор на занимаемое под костел здание. Просим через РИК это обстоятельство проверить и в утвердительном случае поручить фракции РИК-а принудить общину к скорейшему закрытию костела. Начальник Винокротдела ДПУ УССР Кайзер». 
До 1938 року, костел використовували як клуб та зерносклад. У приміщенні колишнього костелу, влаштовувалися танці, забави, театр, виступав цирк. Будівля колишнього костелу без належного догляду, була доведена до фактичної руйнації. У 1938 році головою сільради був Риндич із села Чудинівці, він і керував руйнуванням костелу. З цегли і каміння храму збудували конюшні, ферму. Частину каміння продали на Війтівецький цукровий завод. Залишились на місці костелу склепи. Навколо костелу теж були поховання. Родинні поховання фундаторів храму - родини Кумановських, поховання священника і кілька монахинь, похованих в склепі під храмом. Коли руйнували костел і склепи, то сільські діти гралися черепами та кістками, як м’ячиками. Відомо, що люди, які керували плюндруванням та нищенням костелу померли не своєю, страшною смертю. Після повного зруйнування храму на тому місці, де стояв костел, вірні поставили хрест, але сільський голова наказав його спиляти. І довгий період часу на тому місці було запустіння. У 1953 році склепи загорнули, а в 1954 році на тому ж місці, де був храм, побудували сільський клуб. Колишній келійний будинок, де проживав ксьондз, використовувався з 1925 року, як польська школа, потім - як медпункт, а пізніше він став приміщенням сільської ради села Куманівці. З 1949 року, колишня парафія Куманівці була приписана, як доїздова парафія у місті Хмільник. У першій половині 2000-х років недалеко від місця колишнього костелу, віряни - римо-католики села Куманівець, облаштували капличку під титулом св. Роха у придбаній ними покинутій будівлі магазину. Нині опікується парафія святого Роха дієцезіальними  священниками із Хмільника.
```
Дані з архівів (ДАХО Ф-685, оп.2, од.зб.133, стор.288. Визитное описание костёлов. 1862г.)
 
:  (1 аршин =  0,7112 метра довжини.)
```

```
Костьол має довжину 38 
аршин
, у ширину 15 аршин. Покритий жестю. На фронтонах є дві башти висотою 15 аршин. На східній і західній бокових стінах по 4 вікна висотою 4,5 аршин і шириною 2 аршини.
Фронтальні, вхідні в костьол двері на залізних петлях шириною 3 аршини. Далі іде коридор, двері з правої сторони ведуть в кладову (де зберігаються різні речі і лавки) і до сходів на хори. Двері з лівої сторони ведуть до фізгармонії і далі по сходах на горище. Костьол розділений двома рядами пілястр на 3 частини (середня шириною 7 аршин, бокові 4 аршини). Довжина до особливої частини костьола, що має назву Презбитиріот 22 аршини. В бокових частинах по одному жертовнику кам'яному, за якими з правої сторони висить ікона Божої Матері, з лівої ікона святої Варвари. В центральній частині костьолу знаходиться головний жертовник, за яким не закінчений ще дерев'яний 
вівтар
, де знаходиться циборіум для зберігання святої Тайни. Вище циборіума ікона святої Богоматері. Двері з лівої сторони ведуть до ризниці, двері з правої сторони
 
— в кладову. Підлога дерев'яна. На західній від костелу стороні, на відстані 150 кроків, знаходиться келійний будинок ксьондза кам'яний (сучасна сільрада), з крилом одним фронтальним з півдня, а іншим меншим з заходу. Фронтом побудований на південь, довжиною 32 аршини, шириною 11 аршин. Дах покритий гонтою. Всередині знаходяться жилі кімнати і кухня. Пол в усіх кімнатах із соснових досок, а також 10 дверей і 11 вікон. Будинок відремонтований і знаходиться в доброму стані.
```

## Відомі люди
- Луків Микола Володимирович — український поет, головний редактор журналу «Дніпро», член Спілки письменників України, громадський діяч.
- Колодій Василь Семенович (03.11.1922 — 07.02.1992) — український поет, редактор відділу художньої літератури львівського республіканського видавництва «Каменяр», автор 16-ти поетичних збірок. У 2008 році у Львові на будинку, де мешкав поет, до дня його народження була відкрита меморіальна таблиця.

1 листопада 1921 р. під час Листопадового рейду через Куманівці, проходила Подільська група (командувач Михайло Палій-Сидорянський) Армії Української Народної Республіки. Тут вона захопила у полон 10 московських бійців і їхнього воєнрука. Від них було відібрано одяг і зброю і відпущено на волю.